# Sidomakmur (Melinting)
Sidomakmur is een bestuurslaag in het regentschap Lampung Timur van de provincie Lampung, Indonesië. Sidomakmur telt 3537 inwoners (volkstelling 2010).